# Mazax pax
Mazax pax is een spinnensoort uit de familie van de loopspinnen (Corinnidae).
De wetenschappelijke naam van de soort werd in 1969 gepubliceerd door Jonathan Reiskind.